# Glansgökar
Glansgökar (Chrysococcyx) är ett fågelsläkte i familjen gökar inom ordningen gökfåglar med utbredning i både Afrika söder om Sahara samt i södra och sydöstra Asien. Släktet omfattar följande sex arter:
- Beryllglansgök (C. maculatus)
- Violglansgök (C. xanthorhynchus)
- Didrikglansgök (C. caprius)
- Grönglansgök (C. klaas)
- Gulstrupig glansgök (C. flavigularis)
- Smaragdglansgök (C. cupreus)

Tidigare inkluderades de östligare arterna i Chalcites i släktet. 